# Taeniolethrinops
Taeniolethrinops es un pequeño género de cíclidos Haplochromini endémicos del lago Malawi.

## Especies
En 2013 se reconocían 4 especies en este género:
- Taeniolethrinops cyrtonotus (Trewavas, 1931)
- Taeniolethrinops furcicauda (Trewavas, 1931)
- Taeniolethrinops laticeps (Trewavas, 1931)
- Taeniolethrinops praeorbitalis (Regan, 1922)